# Villamedianilla
Villamedianilla ist ein Ort und eine Gemeinde (municipio) mit 9 Einwohnern (Stand: 2024) in der Provinz Burgos in der nordspanischen Autonomen Region Kastilien-León. Die Gemeinde gehört zur Comarca Odra-Pisuerga.

## Lage
Villamedianilla liegt in der kastilischen Hochebene (meseta) in einer Höhe von etwa 801 Metern ü. d. M. und etwa 55 Kilometer in westsüdwestlicher Entfernung von der Stadt Burgos.

## Bevölkerungsentwicklung
| Jahr      | 1910 | 1930 | 1950 | 1970 | 1981 | 1991 | 2001 | 2011 | 2021 |
| Einwohner | 143  | 143  | 138  | 56   | 42   | 29   | 28   | 13   | 10   |

## Wirtschaft
Die Region ist seit Jahrhunderten wesentlich von der Landwirtschaft geprägt; die Bewohner früherer Zeiten lebten hauptsächlich als Selbstversorger, aber auch Handwerk und Kleinhandel spielten eine Rolle. Ein Schwerpunkt lag auf der Anzucht von Bäumen aller Art, die letztlich in ganz Zentralspanien angepflanzt wurden.

## Sehenswürdigkeiten
- Petruskirche

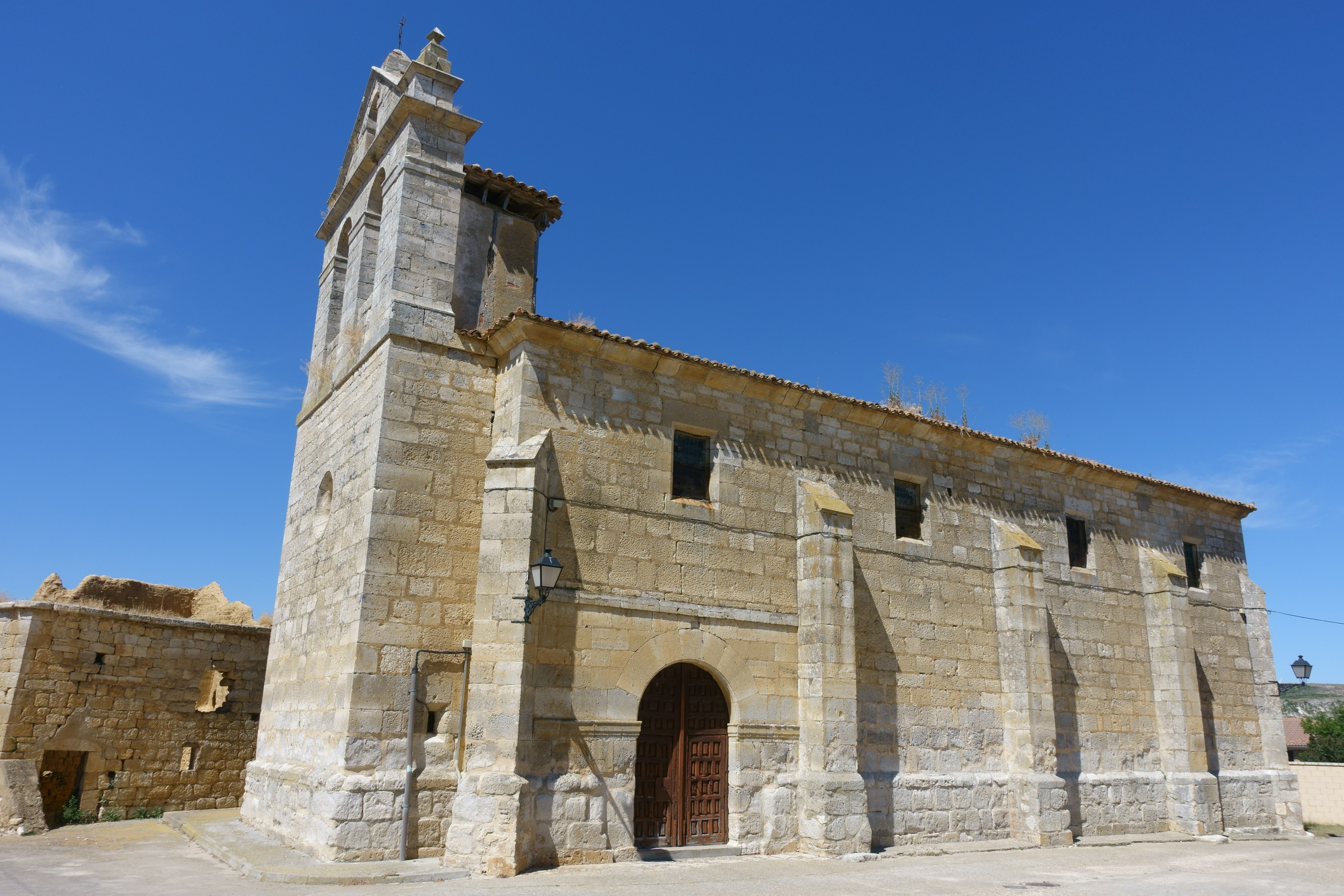
Kirche San Pedro Apóstol